# Alice Schwarz-Gardos
Alice Schwarz-Gardos (ur. 31 sierpnia 1916 w Wiedniu, zm. 14 sierpnia 2007 w Tel Awiwie) – żydowska dziennikarka i pisarka.
Redaktorka niemieckojęzycznych gazet w Izraelu i była redaktorka naczelna gazety „Israel Nachrichten”. Od 1949 roku pracowała jako redaktorka niemieckojęzycznego dziennika „Jedi’ot Hajom”, a od 1960 roku jako korespondentka zagraniczna „Tagesspiegel”, „Die Presse” i „Hamburger Abendblatt”. Napisała 11 książek w języku niemieckim.